# William Booth

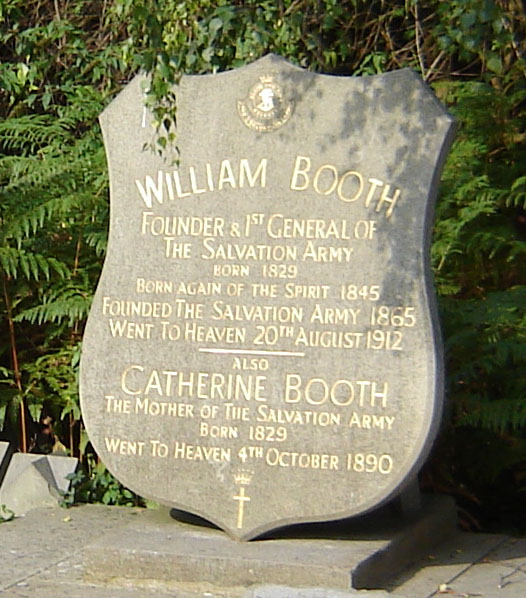
Abney Park Cemetery i London.

William Booth, född 10 april 1829 i Sneinton i Nottingham i Nottinghamshire, död 20 augusti 1912 i London, var en brittisk predikant, affärsman och grundare av Frälsningsarmén.

## Biografi
William Booth var ende son till byggmästaren Samuel Booth och dennes hustru Mary, som var judinna. 1842 gick fadern i konkurs och hade inte längre råd att betala sonens skolgång.
William fick istället gå i lära hos en pantlånare, som var unitarist.
15 år gammal genomgick han en personlig omvändelse, på väg hem från ett metodistmöte och blev snart verksam som lekmannapredikant i Nottinghams fattigkvarter, tillsammans med sin näre vän Will Sansom (som dog i tbc 1848).
Efter avslutad lärlingstid flyttade William 1849 till Walsworth, London där han fick jobb i en annan pantbank. På fritiden var han verksam som metodistpredikant men hans oortodoxa metoder väckte motstånd bland församlingsmedlemmarna. När Booth vägrade inställa ett planerat friluftsmöte i den närbelägna arbetarstadsdelen Kennington så uteslöts han ur den lokala metodistförsamlingen. Booth anslöt sig istället till reformisterna inom Methodist Reform Church. 
Långfredagen den 10 april 1852 blev på flera sätt en märkesdag för Booth. Det var hans 23:e födelsedag men även dagen då han blev förälskad i sin blivande hustru Catherine Mumford och då han lämnade pantbanken för att bli reformmetodisternas pastor, först i Clapham och året därpå i Spalding. Snart kom det dock till en brytning även med reformmetodisterna och Booth anslöt sig istället till en tredje metodistkyrka, Nya Metodistsamfundet. Efter att ha genomgått teologiska studier vid deras privatskola i London prästvigdes han inom denna kyrka och efter ett års prövotid, som reseevangelist, fick Both lov att 1855 gifta sig med Catherine, som livet ut kom att vara en trogen medarbetare vid hans sida.
Han grundade Frälsningsarmén i Londons East End 1865, före 1878 hette denna rörelse "Den kristna missionen för Öst-London". William Booth blev hedersdoktor  vid Oxfords universitet samt "hedersborgare" (stadens högsta utmärkelse) i London 1905.
Booth ska ha även myntat flera kända citat, så som: "Varför ska djävulen ha all bra musik?" samt "Torka inte bort dem, de är medaljer för Kristus" när han blev bespottad av en folkmassa. 
William Booth skrev bland annat boken I mörkaste England och vägen ut (1890) i vilken han framlade sin sociala räddningsplan. Han har fått Boothsgatan i Gävle uppkallad efter sig.

## Familj
Gift med Catherine Booth. Paret Booth fick 8 barn:
1. William Bramwell Booth (1856-1929) som efterträdde sin far William som general 1912-29. Gift med Florence Soper.
2. Ballington Booth (1857-1940) Som var ledare för Frälsningsarmén i Australien och USA. Grundade 1896 organisationen "Volunteers of America". Gift med Maud Charlesworth.
3. Catherine Booth-Clibborn (1858-1955), "Marskalken", Började FA:s arbete i Frankrike och Schweiz. Gift med Arthur S Clibborn. Hon finns avbildad på en tavla av Gustaf Cederström.
4. Emma Booth-Tucker gift med Frederick Tucker. Ledare för Frälsningsarmén i USA och i Indien
5. Herbert Booth (1862-1926) Ledare för Frälsningsarmén i Kanada och Australien. Lämnade senare Frälsningsarmén. Gift med Cornelie Schorch.
6. Marian Billups Booth, "Marie", (4 maj 1864 - 5 januari 1937)
7. Evangeline C. Booth (25 december 1865 - 17 juli 1950) (hette egentligen Eveline Cory Booth) FA:s 4:e general, 1934-1939.
8. Lucy Booth-Hellberg, gift med svensken Emanuel Hellberg (1864-1909), Ledde Frälsningsarméns arbete i Indien, Frankrike och Schweiz och efter makens död ledare för Frälsningsarmén i Danmark , i Norge och i Sydamerika.

## Sånger och psalmer

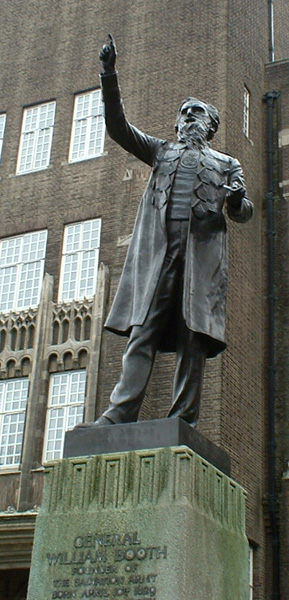
Staty över Frälsningsarméns grundare William Booth (1829-1912).

- O gränslösa frälsning. nr 226 i Psalmer och Sånger och Frälsningsarméns sångbok. (Melodin kan höras här)
- O Gud, du klara, rena låga. nr 527 i Psalmer och sånger och nr. 436 i FA:s sångbok.
- Hälsokällan flödar. nr 781 i FA:s sångbok.